# Andrea Kritcher
Andrea Lynn "Annie" Kritcher es una ingeniera nuclear y física estadounidense que trabaja en el Laboratorio Nacional Lawrence Livermore. Fue responsable del desarrollo de Hybrid-E, una cápsula que permite la fusión por confinamiento inercial. Fue elegida miembro de la American Physical Society en 2022.

## Primeros años y educación
Kritcher es natural de Traverse City  (Michigan), y asistió al Traverse City Central High School y al Northwestern Michigan College antes de estudiar ingeniería nuclear en la Universidad de Michigan. Se trasladó a la Universidad de California en Berkeley para cursar estudios de posgrado, donde obtuvo un máster y un doctorado en ingeniería nuclear.
Durante el verano de 2004 realizó unas prácticas en el Laboratorio Nacional Lawrence Livermore. Su primer proyecto consistió en analizar datos para la trampa de iones de haz electrónico. Su investigación doctoral se centró en la dispersión Thomson de materia comprimida por choque. Se convirtió en investigadora postdoctoral en el Laboratorio Nacional Lawrence Livermore en 2009.  Su investigación postdoctoral exploró el uso de rayos X para medir las propiedades de la materia densa caliente y tibia (plasma), y la medición de cómo interactúan los núcleos con el plasma denso.  Utilizó el láser Júpiter del LLNL y el láser OMEGA de la Universidad de Rochester.

## Investigación y carrera profesional
Kritcher fue nombrada miembro permanente del personal de la División de Física de Diseño de Armas e Integración Compleja del Laboratorio Nacional Lawrence Livermore en 2009.
Kritcher trabaja en ingeniería nuclear, con especial atención a la fusión por confinamiento inercial, que busca emular los procesos nucleares que tienen lugar en el sol, comprimiendo y calentando cápsulas llenas de combustible termonuclear.  Haces de alta energía (fotones o electrones) bombardean la capa exterior de la cápsula, que explota hacia fuera y genera una fuerza de reacción que acelera el resto de la cápsula hacia el centro. La explosión crea una onda de choque que viaja a través del blanco de combustible, dando lugar a suficiente calor y compresión para que comience la fusión. Estas cápsulas contienen isótopos pesados de hidrógeno (normalmente deuterio y tritio). Kritcher diseñó Hybrid-E, una cápsula objetivo que incluye una cápsula de carbono de alta densidad y un tubo de relleno de deuterio-tritio. La cápsula está encerrada en un hohlraum que convierte la luz láser incidente en rayos X. Kritcher afirmó que fue todo un reto diseñar el hohlraum de forma que generara una implosión simétrica de la cápsula. Esto implicó confinar el tamaño de los orificios de entrada para mejorar la energía que se acopla al sistema, y una estructura que puede ajustar sistemáticamente la longitud de onda de cada haz para equilibrar la energía de rayos X necesaria para impulsar la implosión de la cápsula.
Hybrid-E representa la primera vez que fue posible generar un estado de plasma ardiente que emite más energía que la necesaria para iniciar la fusión.
En 2022, Kritcher fue elegida miembro de la American Physical Society. En la mención de dicho nombramiento se indicaba expresamente "por su liderazgo en la física del diseño integrado del hohlraum, que condujo a la creación del primer laboratorio de combustión y encendido de plasma de fusión".
Kritcher pasó a estudiar el comportamiento de los iones en la fusión por confinamiento inercial, demostrando que la energía de los neutrones producidos a partir de un plasma de deuterio-tritio registrado experimentalmente era superior a la que se podía predecir a partir de los algoritmos informados por hidrodinámica que simulan las implosiones por confinamiento inercial. 
Kritcher fue la diseñadora del experimento del 5 de diciembre de 2022 que logró el umbral de rendimiento o punto de equilibrio entre la energía gastada y producida (breakeven) en la National Ignition Facility. 

## Premios y distinciones
- 2021: Finalista en Premio al Avance Físico del Año, concedido por Physics world[19]
- 2022: Premio como Alumna destacada del Northwestern Michigan College.[20]
- 2022: Falling Walls Science Summut: Ganadora en Ciencias Físicas[21]
- 2022 Elegida miembro de la American Physical Society[7]
- 2023: Seleccionada entre Los 10 de Nature, edición 2023.[22]

- 2023: Seleccionada entre "Las 100 personas más influyentes" de la revista Time, edición 2023.[23]